# D.B. Woodside
David Bryan 'D.B.' Woodside (New York, 25 juli 1969) is een Amerikaans acteur. Hij is onder meer te zien in wederkerende rollen in televisieseries als Buffy the Vampire Slayer en 24.
Na een blessure aan een knie besloot Woodside te gaan acteren en sloot hij zich aan bij een lokale acteerclub. In 1996 kreeg het grote publiek hem voor het eerst te zien, in het eerste seizoen van Murder One. Hierin speelde hij Aaron Mosley. De serie werd vroegtijdig stopgezet.
Woodside had vervolgens gastrollen in The Practice, Snoops, The Division en Once and Again. In 2000 was hij te zien als Aaliyahs broer in de film Romeo Must Die, een actiefilm met Jet Li. In 1998 speelde Woodside een zanger in The Temptations. Daarna had hij een gastoptreden in het laatste seizoen van JAG, als FBI-agent Rod Benton.
Van 2002 tot 2003 was Woodside veertien keer te zien als schoolhoofd Robin Wood in Buffy the Vampire Slayer. Daarna was hij in derde seizoen te zien als broer en medewerker van president David Palmer in de televisieserie 24. In het vijfde seizoen was hij opnieuw meerdere malen te zien. In het zesde seizoen keerde hij terug als de President van de Verenigde Staten.
Woodside studeerde af aan de Universiteit in Albany. Daarnaast behaalde hij een diploma aan de Yale School of Drama.

## Filmografie en televisie
- Murder One (1996-1997) - Aaron Mosely (tv-serie)
- Murder One: Diary of a Serial Killer (1997) - Aaron Mosely (miniserie)
- The Temptations (1998) - Melvin Franklin (tv-serie)
- Scar City (1998) - Forrest
- Romeo Must Die (2000) - Colin
- More Dogs Than Bones (2000) - Truman
- The Division (2001) - Daniel Reide (tv-serie)
- Buffy the Vampire Slayer (2002-2003) - Rector Robin Wood (tv-serie)
- Easy (2003) - Martin Mars
- 24 (2003-2007) - President Wayne Palmer (tv-serie)
- Private Practice (2009) - Duncan (tv-serie)
- Hawthorne (2009) - David Gendler (tv-serie)
- Monk (2009) - Dr. Matthew Shuler (tv-serie)
- Hellcats (2010-2011) - Derrick Altman (tv-serie)
- The Inheritance (2011) - Henry
- Parenthood (2011-2012) - Dr. Joe Prestridge (tv-serie)
- Single Ladies (2011-2014) - Malcolm (tv-serie)
- Suits (2014-2016) - Jeff Malone (tv-serie)
- The Man in 3B (2015) - Detective Thomas
- Lucifer (2015-2021) - Amenadiel (tv-serie)